# アウグスト・ハイスマイヤー

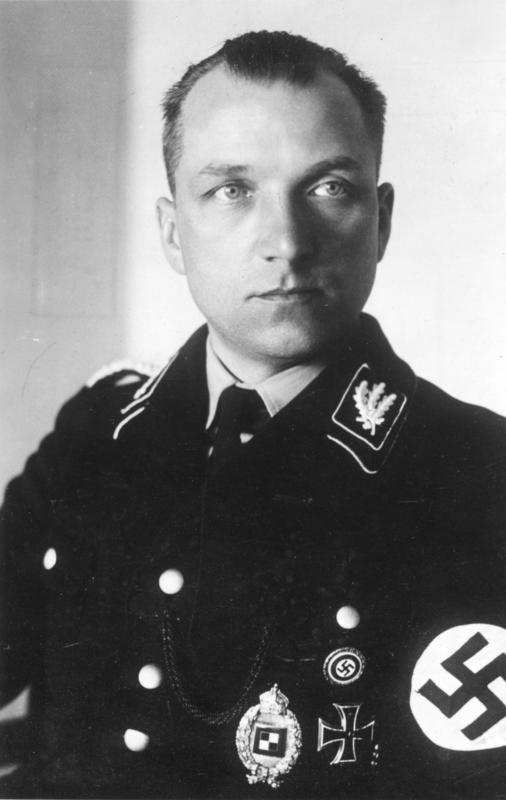
アウグスト・ハイスマイヤー

アウグスト・フリードリヒ・ハイスマイヤー（August Friedrich Heißmeyer、1897年1月11日‐1979年1月16日）は、ナチス・ドイツの親衛隊（SS）の高官。最終階級は親衛隊大将 (SS-Obergruppenführer)。親衛隊本部やハイスマイヤー親衛隊大将本部（ナポラ学生教育担当部署）の長官を務めた。ナチス党の全国女性指導者 (Reichsfrauenführerin) となるゲルトルート・ショルツ＝クリンクと結婚していた。

## 経歴
ゲラーゼン（Gellersen）に農民の子として生まれた。学校卒業後、第一次世界大戦の開戦で1914年8月にプロイセン王国軍に入隊した。1916年8月6日に予備役中尉に昇進している。1917年6月まで歩兵部隊に属した。その後、補給部隊の将校やアサルト部隊の指揮官を経て、1918年3月に飛行部隊に配属されてパイロットとなっている。大戦中に一級鉄十字章、二級鉄十字章を叙勲している。
戦後、義勇軍（フライコール）で活動するとともに法律を学んだ。1925年1月30日に国家社会主義ドイツ労働者党（ナチス党）に入党した(党員番号21,573）。1925年から1928年まで突撃隊 (SA) に参加し、ゲッティンゲンの突撃隊の指揮を任された。ナチ党の南ハノーファー大管区のSA組織を築きあげた功績者となり、1928年10月から1930年にかけて南ハノーファー大管区大管区指導者代理に任じられた。
1930年12月17日に親衛隊（SS）に入隊（隊員番号4370）。1933年3月の総選挙で国会議員に当選。親衛隊上級地区「中央」（SS-Oberabschnitt "Mitte"） や親衛隊上級地区「ライン」（SS-Oberabschnitt "Rhein"）の指導者を務めた。1935年5月から1940年10月初めまで親衛隊本部 (SS-Hauptamt) の長官を務め、ハインリヒ・ヒムラーを補佐した（1940年にはゴットロープ・ベルガーと交代）。この間の1936年2月にはナポラの監督官に任じられている。1936年11月9日に親衛隊大将に昇進。1939年9月から親衛隊の上級親衛隊地区「東方」 (SS-Oberabschnitt "Ost")の指導者や「シュプレー」親衛隊及び警察高級指導者 (Höheren SS und Polizeiführer "Spree") に任じられた。この地位によりベルリン・ブランデンブルク地域の監督を行うこととなった。
1940年に「ハイスマイヤー親衛隊大将本部局」(Hauptamt Dienststelle SS-Obergruppenführer Heißmeyer) が創設され、その本部長となった。この機関はナポラの生徒の軍事教育・思想教育の担当部署であった。
1940年8月5日には強制収容所総監（Inspekteur der Konzentrationslager）に就任している。この職はもともとテオドール・アイケSS中将（当時）が務めていたが、彼は1939年11月から第3SS装甲師団を率いて出征したため、代わってリヒャルト・グリュックスSS大佐（当時）が就任していた。しかしおそらくグリュックスの階級が低すぎたために代わりにハイスマイヤーが強制収容所総監と親衛隊髑髏部隊司令官に就任することになったものである。しかし1942年に強制収容所が親衛隊経済管理本部の管理に移されたのを機に再度リヒャルト・グリュックスSS少将（当時）にその地位を譲った。
1944年11月14日には武装親衛隊大将位が授与された。大戦末期の1945年4月には国民突撃隊やヒトラー・ユーゲントからなる「ハイスマイヤー戦闘団」の司令官となり、シュパンダウの飛行場防衛にあたった。
ドイツ敗戦後、妻とともにヴィート侯爵夫人パウリーネの計らいでベーベンハウゼン城に匿われたが、1948年2月29日にフランス占領地区のテュービンゲン近くで逮捕された。3年の懲役刑に処され、所有物を没収された。釈放後はシュヴェービッシュ・ハル郡で暮らし、西ドイツ・コカコーラのボトリング工場の取締役を務めた。シュヴェービッシュ・ハルで死去。

## キャリア

### 階級
出典
- 1916年8月18日、予備役少尉
- 1927年-1928年4月：大管区指導者代理(?)
- 1931年1月9日：親衛隊曹長
- 1931年4月1日：親衛隊少尉
- 1931年10月26日：親衛隊少佐
- 1932年3月21日：親衛隊大佐
- 1932年10月6日：親衛隊上級大佐
- 1933年11月20日：親衛隊少将
- 1934年2月28日：親衛隊中将
- 1936年11月9日：親衛隊大将
- 1940年：局長
- 1944年7月1日：警察大将
- 1944年11月19日：武装親衛隊大将

### 受章
出典
- 鉄十字章
  - 1914年版
    - 一級
    - 二級
- 戦功十字章
  - 剣付
    - 一級（1943年11月18日）
    - 二級（1943年10月30日）
- ブラウンシュヴァイク功労十字章（Braunschweigisches Verdienstkreuz）
  - 五級
- 戦傷章
  - 1918年版
    - 黒章
- 航空観測士官章（ドイツ語版）
- 1938年10月1日記念メダル（1939年）
  - 略章「プラハ城」
- 1938年3月13日記念メダル（1938年）
- 名誉十字章前線戦士章（1934年）
- 金枠党員章
- ナチ党勤続章
  - 銀章
  - 銅章
- ブラウンシュヴァイク突撃隊集会章（1931年）
- 全国消防団名誉章（ドイツ語版）
  - 一級(1937年)
- オリンピック勲章（ドイツ語版）
  - 一級オリンピック勲章（1936年）
- SAスポーツ章（ドイツ語版）
  - 銅章
- 親衛隊名誉短剣
- 親衛隊全国指導者名誉長剣
- 親衛隊名誉リング（1937年12月1日）
- 親衛隊私服ピン（ドイツ語版）（1,981番）
- 親衛隊冬至祭燭台（ドイツ語版）（1935年12月16日）
- 古参党員袖章（1934年2月）